# Reserva da biosfera

Logo do Programa Homem e Biosfera da UNESCO, que coordena as Reservas Mundiais da Biosfera.

Reserva Mundial da Biosfera é um estatuto ou label atribuído pelo Programa Homem e Biosfera da UNESCO a certas áreas protegidas. Esse estatuto é concedido a áreas protegidas que cobrem porções de ecossistemas terrestres ou costeiros e que cumprem certos requisitos, como buscar meios de conciliar a conservação e o seu uso sustentável dos elementos da biosfera, particularmente a diversidade biológica. Em 2017 são 669 sítios distribuídos por 120 países, incluindo 16 sítios transfronteiriços.
No Brasil, contrariamente à maioria dos países, a legislação nacional prevê a criação de Reservas da Biosfera. Contudo, o reconhecimento dessas reservas pela UNESCO não é automático e segue o mesmo procedimento aplicável a outros tipos de áreas protegidas. Portanto, ao menos em teoria, uma Reserva da Biosfera brasileira pode não ser uma Reserva Mundial da Biosfera.

## Origens e proposta
A origem das Reservas Mundiais da Biosfera pode ser traçada até a chamada Conferência da Biosfera, organizada pela UNESCO em 1968, e que foi a primeira reunião intergovernamental a tentar reconciliar a conservação e o uso dos recursos naturais. Nesse evento foram discutidos elementos que mais tarde fariam parte da noção de desenvolvimento sustentável.
Em 1970 a UNESCO lançou o Programa Homem e a Biosfera, com o objectivo de organizar uma rede de áreas protegidas que representam os diferentes ecossistemas do globo e cujos países proponentes se responsabilizam em manter e desenvolver. Essas áreas protegidas, chamadas Reservas Mundiais da Biosfera, possuem três funções básicas:
- Conservação das paisagens, ecossistemas e espécies;
- Desenvolvimento econômico e humano que seja cultural, social e ecologicamente sustentável;
- Logística, que dê suporte para pesquisas, monitoramento e educação.

## Componentes
As reservas de biosfera são compostas por três zonas que visam cumprir funções complementares:
- Núcleo: compreende um ecossistema protegido estritamente;
- Zona tampão: circunda o núcleo e é utilizada para atividades que possam reforçar a proteção da natureza, como a investigação científica, a monitorização, a formação e a educação.
- Área de transição: é a parte da reserva onde são permitidas atividades mais variadas, promovendo um desenvolvimento econômico e humano que seja socio-cultural e ecologicamente sustentável.

## Situação jurídica e reconhecimento
Diferentemente de outros tipos de áreas protegidas, nem toda Reserva da Biosfera é protegida legalmente com esse nome. De fato, na maior parte dos países a proteção dessas áreas é feita através de tipos comuns de áreas protegidas, como parques regionais, reservas ou monumentos naturais. 
Independentemente do nome ou do estatuto jurídico desses espaços, o seu reconhecimento pela UNESCO segue algumas etapas. Primeiro, o Estado interessado, que deve ser um dos países-membros da UNESCO, deve submeter uma proposta solicitando o reconhecimento de uma determinada área protegida como Reserva Mundial da Biosfera. Após uma avaliação dessa proposta, que considera se ela preenche uma série de critérios pré-estabelecidos, essa área pode ser reconhecida internacionalmente e receber o label "Reserva Mundial da Biosfera". 